# Weg der Schweiz

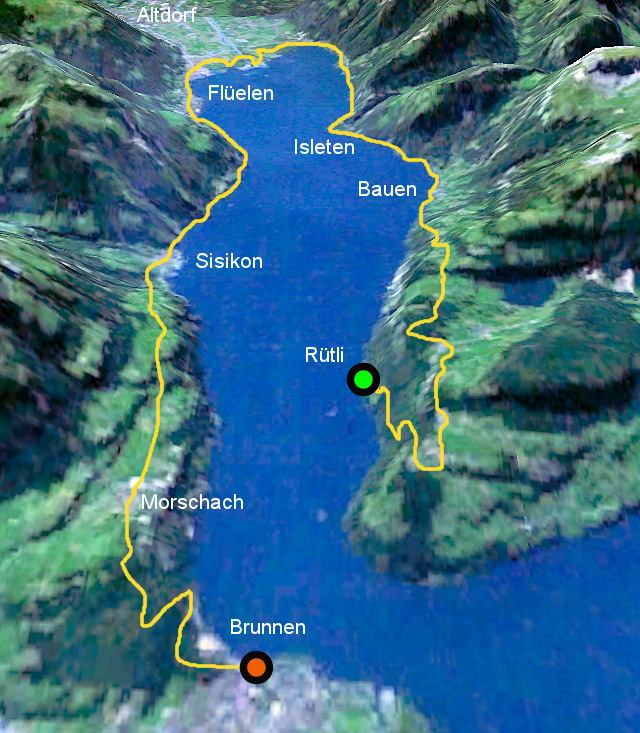
Weg der Schweiz – trasa

Weg der Schweiz – szlak turystyczny w Szwajcarii, który został otwarty w 1991 roku.

## Historia
Z okazji obchodów 700-lecia Konfederacji przypadającego w 1991 roku został wytyczony szlak turystyczny, któremu nadano nazwę Weg der Schweiz (Swiss Path). Zaczyna się na Rütli, miejscu narodzin Konfederacji, następnie przechodzi wokół Jeziora Czterech Kantonów i kończy się w Brunnen na Platz der Auslandschweizer. Prowadzi do miejsc związanych z Konfederacją Szwajcarską. 35-kilometrowy szlak powstał jako wspólny projekt wszystkich kantonów, a każdy obywatel miał swoje symboliczne 5 mm na trasie szlaku. Poszczególne kantony ma swój odcinek na trasie, a kolejność „terytoriów kantonalnych” odpowiada kolejności przystąpienia do Konfederacji. Zaczyna kanton Uri, a kończy kanton Jury. Poszczególne odcinki są oznaczone marmurowymi kamieniami z emblematem kantonu i datą powstania kantonu. Umieszczono na nich znak wybrany w ramach ogólnokrajowego konkursu autorstwa Marco Mariotty z Locarno, który przedstawia abstrakcyjny szwajcarski krzyż ze strzałką skierowaną do przodu. Część krzyża ma wykropkowane części, które są znakiem przeszłości. Otwarcie szlaku nastąpiło 4 maja 1991 roku z udziałem 700 zaproszonych gości.  
Szlakiem zarządza fundacja Stiftung Weg der Schweiz. 
W 2016 roku podczas obchodów 25-lecia istnienia trasy obliczono, że szlakiem przeszło około 5 milionów turystów, głównie ze Szwajcarii.